# Trokovîci, Cerneahiv
Trokovîci (în ucraineană Троковичі) este localitatea de reședință a comunei Trokovîci din raionul Cerneahiv, regiunea Jîtomîr, Ucraina.

## Demografie
Componența lingvistică a localității Trokovîci
     Ucraineană (98,52%)
     Rusă (1,37%)
     Alte limbi (0,05%)
Conform recensământului din 2001, majoritatea populației localității Trokovîci era vorbitoare de ucraineană (98,52%), existând în minoritate și vorbitori de rusă (1,37%).